# Mikael Hidén
Mikael Juhana Vilhelm Hidén, född 7 december 1939 i Vichtis, är en finländsk jurist.
Hidén blev juris doktor 1970. Han var 1967–1971 justitieombudsmannasekreterare, 1973–1976 biträdande professor i offentlig rätt vid Åbo universitet och 1976–2007 professor i statsförfattningsrätt jämte internationell rätt vid Helsingfors universitet. År 1991 utnämndes han till ledamot av Finska Vetenskapsakademien.
Han disputerade på en avhandling om Justitieombudsmannen och har därtill (tillsammans med Ilkka Saraviita) publicerat bland annat den akademiska läroboken Valtiosääntöoikeuden pääpiirteet (1977, svensk översättning Statsförfattningsrätten i huvuddrag, 1979), som utkommit i flera upplagor på finska och svenska.